# Хаугвиц, Генрих Вильгельм
Генрих Вильгельм фон Хаугвиц (нем. Heinrich Wilhelm von Haugwitz; 30 мая 1770 — 19 мая 1842) из графского рода Хаугвицев — австрийский аристократ и покровитель искусств. Брат генерала Ойгена Вильгельма Хаугвица.
Сын генерал-майора Карла Вильгельма Хаугвица (1736—1819) и его жены Марии Йозефы (1744—1821), урождённой фон Франкенберг-унд-Людвигсдорф, унаследовавшей в 1765 году, после смерти графа Фридриха Вильгельма фон Хаугвица, значительное состояние, поскольку вторая жена графа Хедвиг Терезия фон Хаугвиц приходилась ей тёткой. В 1779 г. Карл Вильгельм Хаугвиц также был возведён в графское достоинство, и после его смерти графский титул перешёл к его старшему сыну Генриху Вильгельму.
В 1784—1788 гг. учился игре на скрипке в Вене у Франца Крайбиха. В этот период сблизился с Кристофом Виллибальдом Глюком и особенно с Антонио Сальери, с которым был дружен до конца его жизни. Каролина Пихлер вспоминала в своих мемуарах о юношеском флирте с Хаугвицем.
С 1791 г. жил преимущественно в фамильном замке Намист (ныне в городе Намешть-над-Ославоу, район Тршебич в крае Высочина). В 1795 г. основал в городе ткацкое производство.
В конце века занялся созданием в замке оркестра и хора, завершив эту работу к 1804 году, когда для того, чтобы возглавить новый коллектив, был приглашён капельмейстер Готфрид Ригер. В репертуаре преобладали оперы Глюка, Сальери и Георга Фридриха Генделя. Хаугвиц лично занимался переводами либретто на немецкий язык, начав в 1808 году с глюковской «Ифигении в Авлиде» и выпустив в итоге несколько томов переводов оперных либретто и текстов религиозных сочинений всех трёх композиторов. Сальери лично приезжал в замок Намист дирижировать своими операми, в 1817 г. сочинил кантату ко дню рождения Хаугвица и завещал ему ноты своего Реквиема, написанного для исполнения по случаю собственной смерти; в 1825 году этот Реквием прозвучал в замке, а ноты в результате хранятся в собрании Моравского музея в Брно.
Сын и наследник Хаугвица, граф Карл Вильгельм II (1797—1874), также увлекался музыкой, но предпочитал вальсы Иоганна Штрауса, и при нём оркестр замка в конце концов прекратил своё существование.